# Desafío de Hovind
Se le conoce como Desafío de Hovind, o Desafío de los 250.000 Dólares, a una oferta de $250.000 a cualquiera que pueda demostrar a su satisfacción la veracidad del fenómeno evolutivo. Fue propuesta por el creacionista y director de la Creation Science Evangelism Kent Hovind.

## La oferta
La prueba originalmente, en 1990, constaba de $10,000. Posteriormente recaudó el monto a $250,000.

### Fenómenos observados
La oferta tenía como premisa que había tres hechos en los que "las personas pensantes estarán de acuerdo":
1. Existe un universo altamente ordenado.
2. Al menos un planeta en este universo complejo contiene una variedad asombrosa de formas de vida.
3. El hombre parece ser la forma de vida más avanzada en este planeta.

### Posibles opciones
A su vez, afirmaba que estos tres hechos se podían explicar de tres posibles formas:
1. El universo fue creado por Dios.
2. El universo siempre existió.
3. El universo nació por sí solo mediante procesos puramente naturales (o evolución) por lo que no es necesario apelar a nada sobrenatural.

Según Kent Hovind, la evolución fue aclamada como el único proceso capaz de causar los tres fenómenos observados, siendo catalogada como un proceso que "trajo tiempo, espacio y materia a la existencia de la nada, organizó esa materia en las galaxias, estrellas y al menos nueve planetas alrededor del sol, creó la vida que existe en al menos uno de esos planetas de la materia no viva, causó a las criaturas vivientes a ser capaces e interesadas en reproducirse, y causó que la primera forma de vida se diversificara de manera espontánea en diferentes formas de seres vivos, como las plantas y los animales en la Tierra de hoy".

### Desafío
Con esta explicación, Hovind solicita que se demuestre, más allá de toda duda razonable, que el proceso evolutivo (tal y como él lo comprende) es la única forma posible en que los fenómenos observados podrían haber llegado a existir. Explica que sólo la evidencia empírica es aceptable, y las personas que deseen los $250.000 pueden presentar las pruebas por escrito o programar el tiempo para una presentación pública.
Hovind argumenta que el "fracaso" de los que intentaron demostrar la veracidad de la evolución es que la evolución no es científica sino de naturaleza religiosa.

## Críticas
Esta propuesta ha sido criticada tanto por creacionistas como por gente que acepta la síntesis evolutiva moderna.

### Propaganda
Es muy común la afirmación de que el desafío es una estratagema de propaganda, y que impone una condición que está totalmente fuera de la teoría de la evolución.
Se critica principalmente que el desafío fue supuestamente juzgado por un comité anónimo elegido por el mismo Hovind. Cualquier desafío que implique ser juzgado por el oferente es legalmente inaplicable independientemente de la evidencia presentada, con lo que todo lo que el oferente tiene que decir es "no satisfecho" y nadie puede cobrar.
A su vez, Hovind no ofreció ninguna prueba (además de su palabra), de que el dinero existiera. Comparado con otros ejemplos diametralmente opuestos, se tienden a dar detalles de la cuenta de premios.
Otro problema es que Hovind exigió a los solicitantes que prueben que la evolución es la única forma posible de vida, que el Universo y todo podría haber existido.

### Tercera opción
Muchos han afirmado que la insistencia de Hovind en que la "opción 3" de las tres posibles opciones es un "proceso evolutivo" sugiere dos posibles cosas.
1. Hovind no comprende el proceso evolutivo.
2. Deliberadamente propone engañar a los posibles demandantes.

Algunos proponen que inclusive sean ambas cosas a la vez.

### Opciones
Es necesario remarca que sólo los puntos 4 y 5 pertenecen a la evolución. La primera pertenece a la cosmología, la segunda es astrofísica, y la tercera pertenece a la abiogénesis, una pregunta separada de la biología. Hovind afirma que la teoría de la evolución postula que estos cinco eventos tuvieron lugar sin Dios. De hecho, la evolución no menciona a Dios en absoluto, y mucho menos declara que Dios no existe. De hecho, muchos teístas ven la evolución como compatible con sus creencias.

### Desafío aceptado
El geólogo Kevin R. Henke contactó al ministerio de Kent Hovind para preguntar sobre los términos del contrato necesarios para ganar el premio. En la primera conversación telefónica, Hovind estaba fuera de la ciudad y habló con uno de los miembros del personal del ministerio de Hovind. El miembro admitió que el desafío descrito en el sitio de Hovind era bastante simplista. Cuando Kevin protestó porque el desafío era prácticamente inviable, el miembro del personal estuvo de acuerdo, y añadió que también era financieramente imposible.
En la segunda llamada, Kevin se comunicó con Hovind, el cual le explicó que la recompensa podría recaudarse recreando el Big Bang en un laboratorio, agregando que una simulación de modelo o computadora no funcionaría y que el solicitante tenía que generar un universo real.
Como geólogo, Kevin hizo numerosas contrapropuestas para la recompensa que se refería a los temas que había estudiado: El registro geológico, la edad de la Tierra, la extinción de los dinosaurios o las placas tectónicas. Hovind se negó y requirió que el proyecto sea de su elección y que también se encuentre fuera del área de investigación de Kevin y de la capacitación específica. Kevin describió el proyecto de Hovind como "demostrar más allá de toda duda razonable que los perros y los plátanos tenían un ancestro común".
Aunque el proyecto requeriría un estudio amplio de la biología molecular, Kevin aceptó el desafío, y solicitó 550 días para completar el proyecto. El trato estaba casi completo, excepto por el asunto de los jueces; si el comité de jueces escogidos para el desafío unánimemente estaba de acuerdo con Kevin, este habría demostrado fuera de toda duda "que los perros y los plátanos tenían un ancestro común", y se habría llevado $2,000 por parte de Hovind (el resto sería del ministerio) y sólo $1,000 si la mayoría de los jueces estaban de acuerdo con Kevin.
En su conversación telefónica con Kevin, Hovind mencionó que un vecino suyo, un juez de la corte, sería un buen miembro del comité para revisar las pruebas de Kevin, propuesta a la que Kevin accedió. Unos días después de la conversación telefónica, Kevin redactó un contrato el cual presentó en el sitio web de TalkOrigins: Especificaba en este la composición de un panel de jueces neutrales. Kevin requirió que los jueces afirmaran todos y cada uno creyentes en Dios, pero por lo demás científicos neutrales, y que negaran ser creacionistas de la Tierra Joven.
Kevin (un agnóstico) razonó que cualquier agnóstico o ateo en el comité podría ser injusto para Hovind y que cualquier creacionista de la Tierra joven sería injusto para él. Un notario público se comunicaría con los jueces por lo demás anónimos y confirmaría a Kevin que los jueces han jurado los términos de neutralidad. En este punto, Kevin le envió por correo electrónico el contrato a Hovind y le envió otra copia firmada por correo. Estos términos fueron inaceptables para Hovind. Éste insistió en que escogiera a los jueces él mismo sin ninguna confirmación de neutralidad.
Kevin intentó nuevamente. Reescribió el contrato, aún insistiendo en que la neutralidad del comité fuera confirmada por un notario público. Hovind se negó a firmar este contrato y rompió nuevas negociaciones con Kevin

### Flitro
Otro científico contactó con Kent Hovind. Informó detalles que muestran que el desafío de $250,000 evolucionó para ser más difícil de ganar. Hovind requería que la evidencia presentada por el científico para la consideración de los jueces debe ser "flitrada" a través de Hovind antes de llegar a sus jueces. Se sospechó que Hovind se reservaba, de esta manera, el derecho a eliminar cualquier evidencia que considere "inaceptable" antes de que los jueces lo vieran.